# Герб Хорольського району
Герб Хорольського району — офіційний символ Хорольського району, затверджений 5 грудня 2001 р. рішенням сесії районної ради.

## Опис
На пурпуровому полі срібний пергаментний сувій. На щитку посередині сувою дві лазурові хвилясті балки розділяють внутрішнє поле на золоту і червону частини й чорну базу. У середині щитка шабля та стріла в косий хрест; на червоному і чорному полях Вічний вогонь. Щит обрамлено символічним вінком із золотого колосся, зелених дубових гілок і червоної калини, обвитим срібним рушником. За щитом пурпуровий, червоний і синьо-жовтий стяги. Над композицією зверху синьо-жовта стрічка з написом "Хорольщина".